# Astragalus nuciferus
Astragalus nuciferus är en ärtväxtart som beskrevs av Aleksandr Andrejevitj Bunge. Astragalus nuciferus ingår i släktet vedlar, och familjen ärtväxter. Inga underarter finns listade i Catalogue of Life.